# فلوريان زيلر
فلوريان زيلر (بالفرنسية: Florian Zeller) (و. 1979  م) هو كاتب، وكاتب سيناريو فرنسي، ولد في باريس.

## التعليم
تعلم في معهد الدراسات السياسية بباريس.

## جوائز
حصل على جوائز منها:
- فارس وسام الفنون والآداب
- Molière Award [الإنجليزية]‏
- جائزة أنتيراليي.

## وصلات خارجية
- فلوريان زيلر على موقع IMDb (الإنجليزية)
- فلوريان زيلر على موقع مونزينجر (الألمانية)
- فلوريان زيلر على موقع ألو سيني (الفرنسية)
- فلوريان زيلر على موقع ميوزك برينز (الإنجليزية)
- فلوريان زيلر على موقع قاعدة بيانات برودواي على الإنترنت (الإنجليزية)
- فلوريان زيلر على موقع ديسكوغز (الإنجليزية)
- فلوريان زيلر على موقع قاعدة بيانات الفيلم (الإنجليزية)
- فلوريان زيلر على موقع كينوبويسك (الروسية)
- فلوريان زيلر في قاعدة بيانات الأفلام على الإنترنت